# Schweizerische Grossloge Alpina
Die Schweizerische Grossloge Alpina (SGLA; französisch: Grande Loge suisse Alpina, GLSA; italienisch: Gran Loggia Svizzera Alpina, GLSA) ist eine 1844 gegründete freimaurerische Grossloge. Seit ihrer Gründung arbeitet sie «zur Ehre des Allmächtigen Baumeisters aller Welten» und wird von der Vereinigten Grossloge von England anerkannt. Ende des 19. Jahrhunderts und in der ersten Hälfte des 20. Jahrhunderts versuchte die «Schweizerische Großloge Alpina» Bande zu knüpfen zwischen den «regulären» und «liberalen» Obedienzen. Dies kulminierte im Oktober 1921 mit der Gründung der Association maçonnique internationale (AMI). Die AMI (auf Deutsch IMV – Internationale maurerische Vereinigung) wurde 1950 aufgelöst. Eine andere Charakteristik der ersten Jahre der SGLA war der Einsatz für den Pazifismus, was sich insbesondere mit Élie Ducommun zeigte, Friedensnobelpreisträger von 1902 und Grossmeister der SGLA von 1890 bis 1895, Mitglied der Genfer Loge «Fidélité & Prudence».

## Geschichte
Die SGLA wurde in der gleichen Zeit gegründet wie die moderne Schweiz. Viele Mitglieder waren damals politisch in der Freisinnigen Partei ansässig, wie Jonas Furrer, der 1844 Grossredner der SGLA und 1848 erster Präsident der Eidgenossenschaft war. Sechs weitere Bundesräte gehörten dem Bund der Schweizer Freimaurer an: Louis Ruchonnet und Marc Ruchet, beide waren Mitglieder der Lausanner Loge «Liberté», Henri Druey, Mitglied der Lausanner Loge «Espérance et Cordialité», Eugène Borel, Mitglied der Neuenburger Loge «La Bonne Harmonie», Emil Frey, Mitglied der Aargauer Loge «Zur Brudertreue», und noch Adrien Lachenal, Mitglied der Genfer Loge «Fidélité & Prudence». In der ersten Hälfte des 20. Jahrhunderts setzte sich die «Schweizerische Großloge Alpina» nicht nur für den Frieden ein, sondern auch für den Beitritt der Schweiz zum Völkerbund. 1937 musste sich die SGLA gegen den faschistischen und antimaurerischen Trend der Zeit verteidigen. Eine Volksinitiative zum «Verbot der Freimaurerei und anderer Geheimgesellschaften» kam zur Abstimmung vor das Volk. Hinter dieser Initiative stand Oberst Arthur Fonjallaz. Die Initiative wurde im November 1937 vom Schweizervolk mit einer Mehrheit von 68,7 % der Stimmen abgelehnt. Nur der Kanton Freiburg stimmte für diese Initiative.
Nach dem Zweiten Weltkrieg verstärkte sich der Druck der angelsächsischen Freimaurerei und insbesondere der Vereinigten Grossloge von England auf Obedienzen, die Beziehungen zu von ihr nicht anerkannten Grosslogen unterhielten. Die SGLA versuchte diesem Druck standzuhalten, entschloss sich aber 1950, die Internationale maurerische Vereinigung aufzulösen. 1955 brach die SGLA ihre Beziehungen mit dem Grand Orient de France (GODF) ab. Dies führte zu Spannungen innerhalb der Obedienz; zwei Logen aus Lausanne und eine aus Zürich bildeten 1959 die «Grossloge der Schweiz» (GLS), die 1995 ihren Namen änderte und sich heute «Grossorient der Schweiz» (GOS) nennt. 1967 wurden auch die Beziehungen zur Grande Loge de France (GLDF) und 1985 zur Grande Loge de Belgique abgebrochen.
1973 wurde in St. Gallen die Bibliotheca Masonica August Belz gegründet. Sie ist der Kantonsbibliothek St. Gallen angegliedert und wird finanziell auch von der SGLA unterstützt.
Die Wohltätigkeit ist einer der Grundpfeiler der Freimaurerei. 1981 organisierte die SGLA ihr erstes Colloquium Masonicum zum Thema «Freimaurerei und das Jahr der Behinderten». 1994, anlässlich des 150-jährigen Jubiläums der SGLA, wurden der Fondation du Levant in Lausanne 50'000 Franken für den Kauf eines Behindertenbusses überreicht. Nach dem Erdbeben im Indischen Ozean von 2004 spendete die SGLA 100'000 Franken für die Opferhilfe.
In der zweiten Hälfte des 20. Jahrhunderts wurde die Forschungstätigkeit im Bereich der Freimaurerei intensiviert und 1985 die Forschungsgruppe Alpina (FGA) in Bern gegründet.
2013 zog die Kanzlei der SGLA offiziell von Lausanne nach Bern, ins neu eingerichtete Haus der Freimaurer. 2018 wurde im gleichen Haus das Freimaurermuseum Schweiz eröffnet.

## Besonderheiten
Die SGLA ist die einzige «reguläre» Obedienz in der Schweiz, die von der Vereinigten Grossloge von England anerkannt wird. Sie wurde 1844 als Verein im Sinne des Artikels 60 des Schweizer Zivilgesetzbuches gegründet. Sie besitzt ihre eigene Verfassung und Reglemente. Sie ist der Dachverband der Freimaurerlogen, die sich an die Verfassung und die «Allgemeinen Freimaurerischen Grundsätze» der SGLA halten.
2008 wurde die Haltung der Schweizerischen Grossloge Alpina zur Frauen-Freimaurerei präzisiert und 2009 folgende Erklärung veröffentlicht: Die SGLA «anerkennt die Existenz der Frauen-Freimaurerei in der Schweiz, mit welcher sie jedoch keine formellen Beziehungen unterhält». Weiter heisst es: Die SGLA «ist offen gegenüber nicht-rituellen Kontakten zwischen den SGLA- und Frauenlogen, um aktiv in sozialen, humanitären, kulturellen und anderen sinnvollen Bereichen zusammenzuarbeiten».
Die meisten «regulären» freimaurerischen Obedienzen verlangen von einem Postulanten, dass er an «Gott, den allmächtigen Baumeister aller Welten», glaubt. Obwohl die SGLA zu den von der Vereinigten Grossloge von England anerkannten Grosslogen gehört, erklärt sie in ihren freimaurerischen Grundsätzen, dass der Freimaurerbund dem Grundsatz der Gewissens-, Glaubens- und Geistesfreiheit huldigt und jeden Zwang, der diese Freiheit bedroht, verwirft.
Diese Besonderheit begründet sich in der Tatsache, dass die SGLA lange versucht hat, eine Brücke zwischen der angelsächsischen und französischen Freimaurerei zu schlagen, die sich wegen des Streites um die Bedeutung des Begriffes «Allmächtiger Baumeister aller Welten» getrennt hatten. So war die SGLA massgeblich an der Gründung des Internationalen Büros für freimaurerische Beziehungen beteiligt, das 1902 in Neuenburg entstand. Dieses Büro wurde 1921 von der Association Maçonnique Internationale (A.M.I.) abgelöst, deren Sitz in Genf war. Die A.M.I. vereinigte bis zu 38 Obedienzen, die ungefähr eine halbe Million Mitglieder totalisierten. Die Tatsache, dass die angelsächsischen Obedienzen sich gegenüber der A.M.I. ablehnend verhielten und nach dem Zweiten Weltkrieg auch Druck auf die «regulären» Obedienzen ausübten, führte 1950 zum Rückzug der SGLA aus der A.M.I. und zur Auflösung dieser Vereinigung.

## Logen und Aktivitäten
2021 zählte die SGLA 84 Logen (46 französischsprachig, 29 deutschsprachig, 5 italienischsprachig und 4 englischsprachig) und rund 3'500 Mitglieder. Viele Logen sind älter als die SGLA: Die Genfer Loge L’Union des Cœurs ist die älteste und noch aktive Schweizer Loge. Sie wurde 1768 gegründet und ist untrennbar mit dem Rektifizierten Schottischen Ritus verbunden. 1771 folgte die Zürcher Loge Modestia cum libertate, deren Ehrenmitglied Franz Liszt war. 1774 wurde die Loge Les Vrais Frères Unis in Le Locle gegründet, und zwar mit einem Patent der Grande Loge de France. 1787 entstand die Loge La Vraie Union in Nyon; sie arbeitete zuerst unter der Schirmherrschaft der Grossloge von Genf und nach den Wirren der Französischen Revolution unter dem Grand Orient de France. 1856 affiliierte sich die Loge an die SGLA. Die nächste Loge wurde 1791 in Neuenburg eingeweiht. Sie trägt den Namen La Bonne Harmonie. Aus dieser Loge stammte der Pfarrer Edouard Quartier-La-Tente, Regierungsrat und Gründer des Bureau international des relations maçonniques. 1798 wurde im Kanton Waadt, in Aubonne, die Loge La Constance gegründet. Sie ist eine der Gründerlogen der SGLA.
Zu Beginn des 19. Jahrhunderts war es in Bern so weit, wo am 1. Juli 1803 die Loge «Zur Hoffnung» die Welt erblickte. Sie unterstand zuerst dem Grand Orient de France, schloss sich aber 1818 der Grossloge von England an. Der Berner Loge gehörten bekannte Persönlichkeiten an, wie z. B. der Friedensnobelpreisträger Elie Ducommun (in einer Genfer Loge aufgenommen, dann aber Mitglied in Bern) und Theodor Tobler, Schokoladenfabrikant. 1811 wurden in der Deutschschweiz zwei Logen gegründet. Die erste entstand in Basel und wirkte bereits seit 1808 unter dem Namen L’Amitié et Constance; sie schloss sich 1811 dem Rektifizierten Schottischen Ritus an und arbeitete seitdem in deutscher Sprache unter dem Namen «Zur Freundschaft und Beständigkeit».  Am 27. Oktober 1811 wurde die Loge «Zur Brudertreue» in Aarau gegründet. Zu den Gründungsmitgliedern der Loge gehörte Heinrich Zschokke, Schriftsteller und Politiker. Die Aarauer Loge war auch Gründungsmitglied der SGLA. 1817 entstand in Chur die Freimaurerloge Libertas & Concordia. Eines ihrer bekanntesten Mitglieder war Johann Gaudenz von Salis-Seewis. Die Gründung der Loge L’Amitié in La Chaux-de-Fonds erfolgte am 11. April 1819. Für die Restaurierung ihres 1844 bis 1845 gebauten Logengebäudes erhielt die Loge 2010 einen Preis von der Konferenz der Schweizer Denkmalpflegerinnen und Denkmalpfleger.
1820 entstand in Winterthur die Loge «Akazia», die sich ebenfalls aktiv an den Vorbereitungsarbeiten für die 1844 erfolgte Gründung der SGLA beteiligte. Im gleichen Jahr wie die «Akazia» wurde in Aigle die Loge La Chrétienne des Alpes gegründet. Der Name erklärt sich einerseits aus dem sozialen Ursprung der ersten Mitglieder und andererseits aus der Region. In den Mitgliederlisten der ersten Jahre dieser Waadtländer Loge fand man viele Pfarrer und Theologen. Eine vollständige Liste aller Logen mit ihren Websites findet sich auf der Website der SGLA.
Seit 2018 kann die Öffentlichkeit einen guten Einblick in die Welt der Freimaurerei gewinnen, und zwar im Freimaurermuseum in Bern, das dem Publikum die Geschichte, Symbolik, Gedankengut und Werke der Freimaurer aufzeigt.
Die SGLA gibt eine zweimonatliche Zeitschrift heraus: Alpina, Magazin der Schweizerischen Grossloge Alpina. Die Artikel werden auf Deutsch, Französisch, Italienisch und Englisch publiziert. Auch Beiträge von Freimaurerinnen werden regelmässig veröffentlicht. Das Magazin erschien erstmals 1874. Es kann auch von Nichtmitgliedern der SGLA abonniert werden. Die «Forschungsgruppe Alpina» veröffentlicht ihrerseits die zweimal jährlich erscheinende Zeitschrift Masonica.
Alle zwei Jahre wird der «Jonas Furrer-Preis» vergeben. Der mit 20'000 Franken dotierte Preis «geht an Persönlichkeiten, die sich durch stilles Schaffen und Menschlichkeit im In- und Ausland verdient machen».

## Praktizierte Riten

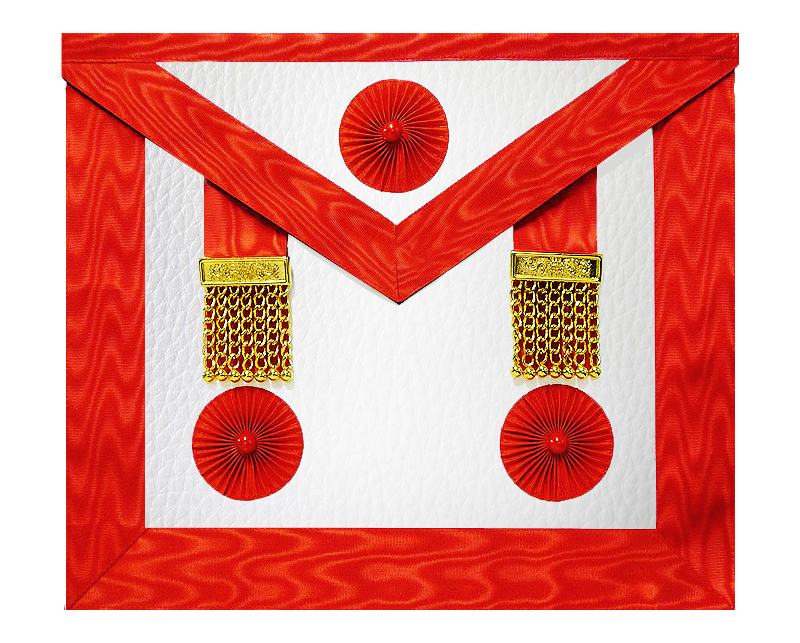
Meisterschürze des Alten und Angenommenen Schottischen Ritus

Die Freimaurer der «Schweizerischen Grossloge Alpina» arbeiten in den drei Graden (Lehrling, Geselle, Meister) der symbolischen Freimaurerei. Die Logen der SGLA sind autonom im Rahmen der Verfassung der SGLA. Jede Loge wählt demnach den Ritus, der am besten dem Gedankengut der Loge entspricht. Der Ritus muss aber gewissen Anforderungen entsprechen und wird von der maurerischen Kommission der SGLA geprüft.
- Alter und Angenommener Schottischer Ritus (der in den SGLA-Logen am meisten praktizierte Ritus – auf Deutsch, Französisch und Italienisch);
- Rektifizierter Schottischer Ritus (auf Deutsch und Französisch);
- Schröder-Ritus (auf Deutsch und auf Französisch);
- Emulationsritus (auf Deutsch, auf Englisch und auf Französisch);
- Schottischer Ritus Standarte Grand Lodge of Scotland  (auf English und auf Deutsch);
- Alter und Primitiver Ritus von Memphis-Misraim (auf Französisch – die Loge Les Frères Inconnus de Memphis in Lausanne);[52]
- Französischer Ritus (auf Französisch – die Loge Post Tenebras Lux in Zürich);
- Ruchon-Ritus (auf Französisch – die Loge Fidélité et Prudence in Genf)[53]

## Struktur
Der im Sinne der Art. 60 ff. des Schweizerischen Zivilgesetzbuches registrierte Verein besitzt folgende Instanzen:
Abgeordnetenversammlung
Sie ist die oberste gesetzliche Instanz der SGLA und tagt zweimal jährlich. Jede Loge wird durch ihren Präsidenten (Meister vom Stuhl), den Deputierten Meister und durch einen oder zwei Abgeordnete vertreten.
Grossbeamtenkollegium (GBK)
Es ist das Exekutivorgan der SGLA und setzt sich aus den fünf Mitgliedern des Direktoriums und den Grossbeamten der Regionen zusammen.
Direktorium
Das Führungsorgan der SGLA besteht aus dem Grossmeister, dem zugeordneten Grossmeister, dem Grosssekretär, dem Grossredner und dem Grossschatzmeister. Der Grossmeister ist der verantwortliche Präsident der SGLA. Seine Kompetenzen sind weitreichender als die der anderen Mitglieder des Direktoriums. Insbesondere vertritt er die SGLA bei ausländischen freimaurerischen Körperschaften.

## Internationale Beziehungen
Die SGLA unterhält Beziehungen zu den meisten «regulären» Grosslogen und Grossorienten. Die aktuellste Liste findet sich im Schweizer Handbuch des Freimaurers, das von der «Forschungsgruppe Alpina» herausgegeben wird.